# UNICEF Open 2011 - Qualificazioni singolare femminile
Le qualificazioni del singolare femminile dell'UNICEF Open 2011 sono state un torneo di tennis preliminare per accedere alla fase finale della manifestazione. I vincitori dell'ultimo turno sono entrati di diritto nel tabellone principale. In caso di ritiro di uno o più giocatori aventi diritto a questi sono subentrati i lucky loser, ossia i giocatori che hanno perso nell'ultimo turno ma che avevano una classifica più alta rispetto agli altri partecipanti che avevano comunque perso nel turno finale.

## Giocatrici

### Teste di serie
1. Magdaléna Rybáriková
2. Romina Oprandi (qualificata)
3. Vesna Dolonc (ultimo turno)
4. Coco Vandeweghe (ultimo turno)

1. Akgul Amanmuradova (qualificata)
2. Arantxa Rus (qualificata)
3. Ol'ga Govorcova (Non ha partecipato perché impegnata nell'AEGON Classic 2011)
4. Sandra Záhlavová (ultimo turno)
5. Nastas'sja Jakimava (ultimo turno, ritiro)

### Qualificate
1. Akgul Amanmuradova
2. Romina Oprandi

1. Alison van Uytvanck
2. Arantxa Rus

## Tabellone qualificazioni

### Sezione 1
|  | Primo turno | Primo turno         | Primo turno         | Primo turno | Primo turno |  |  | Ultimo turno | Ultimo turno        | Ultimo turno        | Ultimo turno | Ultimo turno |  |
|  |             |                     |                     |             |             |  |  |              |                     |                     |              |              |  |
|  | 9           | Nastas'sja Jakimava | Nastas'sja Jakimava | 7           | 6           |  |  |              |                     |                     |              |              |  |
|  | WC          | Demi Schuurs        | Demi Schuurs        | 5           | 4           |  |  | 9            | Nastas'sja Jakimava | Nastas'sja Jakimava | 3            | r            |  |
|  |             | Dar'ja Gavrilova    | 6                   | 3           | 4           |  |  | 5            | Akgul Amanmuradova  | Akgul Amanmuradova  | 1            |              |  |
|  | 5           | Akgul Amanmuradova  | 3                   | 6           | 6           |  |  |              |                     |                     |              |              |  |

### Sezione 2
|  | Primo turno | Primo turno      | Primo turno      | Primo turno | Primo turno |  |  | Ultimo turno | Ultimo turno     | Ultimo turno     | Ultimo turno | Ultimo turno |  |
|  |             |                  |                  |             |             |  |  |              |                  |                  |              |              |  |
|  | 2           | Romina Oprandi   | Romina Oprandi   | 6           | 6           |  |  |              |                  |                  |              |              |  |
|  |             | Tat'jana Puček   | Tat'jana Puček   | 2           | 2           |  |  | 2            | Romina Oprandi   | Romina Oprandi   | 6            | 6            |  |
|  | Alt         | Līga Dekmeijere  | Līga Dekmeijere  | 1           | 3           |  |  | 8            | Sandra Záhlavová | Sandra Záhlavová | 1            | 4            |  |
|  | 8           | Sandra Záhlavová | Sandra Záhlavová | 6           | 6           |  |  |              |                  |                  |              |              |  |

### Sezione 3
|  | Primo turno | Primo turno         | Primo turno         | Primo turno         | Primo turno |  |  | Ultimo turno | Ultimo turno        | Ultimo turno        | Ultimo turno | Ultimo turno |  |
|  |             |                     |                     |                     |             |  |  |              |                     |                     |              |              |  |
|  | 3           | Vesna Dolonc        | 79                  | 3                   | 6           |  |  |              |                     |                     |              |              |  |
|  |             | Kateryna Bondarenko | 67                  | 6                   | 2           |  |  | 3            | Vesna Dolonc        | Vesna Dolonc        | 3            | 1            |  |
|  |             | Alison van Uytvanck | Alison van Uytvanck | Alison van Uytvanck | w/o         |  |  |              | Alison van Uytvanck | Alison van Uytvanck | 6            | 6            |  |
|  | 7           | Ol'ga Govorcova     | Ol'ga Govorcova     | Ol'ga Govorcova     |             |  |  |              |                     |                     |              |              |  |

### Sezione 4
|  | Primo turno | Primo turno     | Primo turno    | Primo turno | Primo turno |  |  | Ultimo turno | Ultimo turno    | Ultimo turno    | Ultimo turno | Ultimo turno |  |
|  |             |                 |                |             |             |  |  |              |                 |                 |              |              |  |
|  | 4           | Coco Vandeweghe | 2              | 6           | 6           |  |  |              |                 |                 |              |              |  |
|  |             | Sun Shengnan    | 6              | 4           | 1           |  |  | 4            | Coco Vandeweghe | Coco Vandeweghe | 4            | 4            |  |
|  | WC          | Indy de Vroome  | Indy de Vroome | 3           | 0           |  |  | 6            | Arantxa Rus     | Arantxa Rus     | 6            | 6            |  |
|  | 6           | Arantxa Rus     | Arantxa Rus    | 6           | 6           |  |  |              |                 |                 |              |              |  |